# Mateo de Toro Zambrano
Mateo de Toro Zambrano y Ureta, comte de la Conquête, (né le 20 septembre 1727 à Santiago - mort le 26 février 1811), chevalier de l'ordre espagnol de Santiago est un commerçant et homme politique chilien.
En juillet 1810,il devient gouverneur de la capitainerie du Chili en remplacement de Francisco Carrasco démis de ses fonctions pour corruption. À 83 ans, il doit sa nomination à son ancienneté en tant qu'officier. C'est à ce titre qu'il convoque le 18 septembre 1810 un cabildo colonial décider des mesures à prendre face à l'agitation qui secoue l'Empire espagnol depuis l'invasion de la métropole par les troupes de Napoléon Ier. L'assemblée décide la formation de la Première Junte nationale, première étape d'un processus qui va aboutir à l'indépendance du Chili. 
Mateo de Toro Zambrano en sera élu président mais sa mort cinq mois après l'a empêché d'avoir une influence sur les événements.

## Source
- (es) Cet article est partiellement ou en totalité issu de l’article de Wikipédia en espagnol intitulé « Mateo de Toro Zambrano » (voir la liste des auteurs).